# Ctenuchidia gundlachis
Ctenuchidia gundlachis là một loài bướm đêm thuộc phân họ Arctiinae, họ Erebidae.